# BTEX
BTEX és un acrònim que significa benzè, toluè, etilbenzè i xilè. Aquests compostos són alguns dels compostos orgànics volàtils (COV) que es troben al petroli i en derivats com la gasolina. El toluè, l'etilbenzè i el xilè tenen efectes nocius sobre el sistema nerviós central.
Els compostos BTEX són notoris a causa de la contaminació del sòl i les aigües subterrànies. La contaminació sol tenir lloc prop de llocs de producció de petroli i gas natural, benzineres i altres àrees amb dipòsits d'emmagatzematge subterrani o dipòsits a la superfície que contenen gasolina o altres productes derivats del petroli.